# ツィター

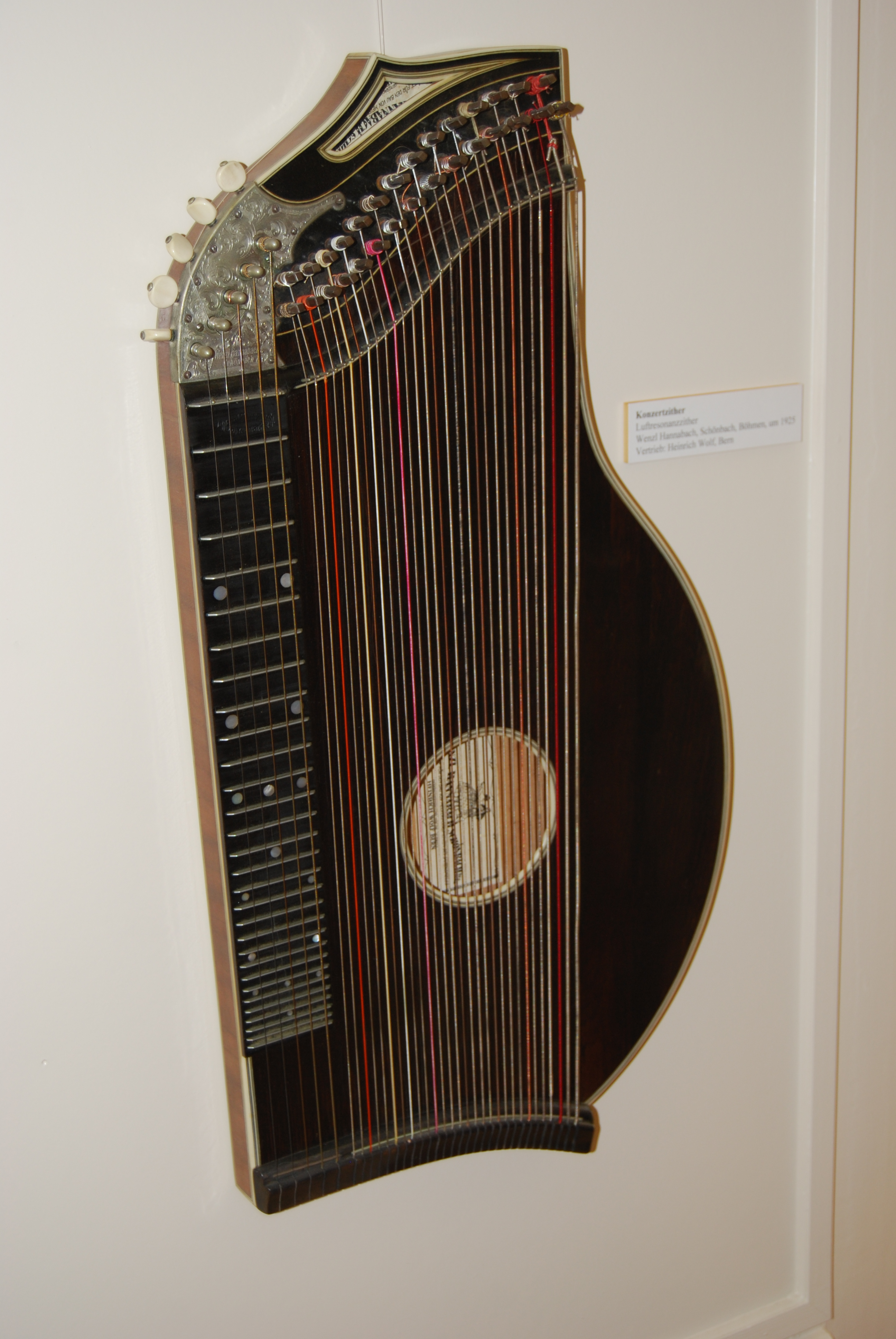
ツィターの例

ツィター（独: Zither、仏: Cithare、伊: Cetra da tavolo）は、主にドイツ南部、オーストリア、スイスなどでよく使用される弦楽器（弦鳴楽器）。チターとも。
日本の箏（琴）に似た形状をしているが、長さは短い。約30本の伴奏用弦と5、6本の旋律用のフレット付き弦が張られている。これを親指につけたプレクトラムと呼ばれる爪を使って弾く。
ソードマンデル（スワルマンダル）と呼称される楽器と極めて近い構造を持っており、一般的には明確に分類されていない。
ヨハン・シュトラウス2世のワルツ『ウィーンの森の物語』の冒頭と末尾で演奏されるソロが有名であり、映画『第三の男』のテーマソングをアントーン・カラスが弾いた楽器としても知られている。
中東からヨーロッパにかけ、類似した楽器がある。特にアラビアやトルコのカーヌーンは有名。

## 歴史
ツィターという名はギリシャ語のキターラ（Kithara）に由来する（これはギターと同じ語源である）。起源には諸説あり、ツィターの原型はスイスのヴァレー州出身のトーマス・プラッター（Thomas Platter）という人物が16世紀に作り始めたのが最初といわれている。現存する最古のツィターは1675年にイタリア南チロル地方のブレッサノーネで作られたものである。
アルプスという閉鎖的な環境の中、ツィターは数少ない娯楽として家庭に広く浸透していき、19世紀にその最盛期を迎えた。
しかしその演奏の難しさから近年はツィター離れが進んでいる。
他に、修道院などでミサ以外のオルガンを用いない小規模の礼拝行事の伴奏楽器としても用いられて来た。こちらはチロル地方に限らず、ヨーロッパの広範囲に見られるものである。

## 関連書
- 軍司貞則 『滅びのチター師』「第三の男」とアントーン・カラス 文春文庫 文藝春秋 ISBN 4-16-757102-1